# Wallace Wattles

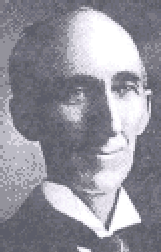
Wallace D. Wattles

Wallace Delois Wattles (* 1860; † 1911) war ein amerikanischer Schriftsteller im Bereich der Neugeist-Bewegung (engl. New Thought Movement). Insbesondere sein 1910 erschienenes Werk The Science of Getting Rich („Die Wissenschaft des Reichwerdens“) erlangte 2006 neue Popularität, nachdem Rhonda Byrne es in einem Interview als Inspirationsquelle für ihren Film The Secret bezeichnet hatte.

## Leben
Wattles war Sohn eines Gärtners und einer Hausfrau. Er war zunächst als Landarbeiter tätig. In der Weihnachtszeit 1896 besuchte Wattles im Alter von 36 Jahren eine Tagung, auf der er mit einer Art Christlichem Sozialismus konfrontiert wurde. Er begann zu schreiben und entwickelte sich zu einem bedeutenden Schriftsteller des amerikanischen New Thought Movement.